# Given
Given (ギヴン, Givun) és una sèrie de manga de gènere shonen-ai, escrita i dibuixada per la Natsuki Kizu. Es va publicar a la revista bimestral Cheri+ de l'editorial Shinsokan de 2013 a 2023, els capítols de la qual es van recopilar en 9 volums. La sèrie tracta de quatre estudiants d'una banda de rock amateur i les relacions romàntiques que s'hi formen: entre el guitarrista elèctric Ritsuka Uenoyama i el vocalista Mafuyu Satō, i entre el baixista Haruki Nakayama i el bateria Akihiko Kaji.
Given ha tingut diverses adaptacions: una sèrie radiofònica el 2016, una sèrie de televisió d'anime d'11 episodis el 2019, una pel·lícula d'anime el 2020 i una sèrie d'acció real el 2021.
L'anime es va emetre a Fuji TV, la qual es va convertir en la primera sèrie d'amor de nois (BL) que es va emetre al bloc de programació Noitamina.

## Argument
L'estudiant de secundària Ritsuka Uenoyama és el guitarrista elèctric d'una banda, formada pel baixista Haruki Nakayama i el bateria Akihiko Kaji. Es converteix, reticentment, en el professor de guitarra d'en Mafuyu Sato, un tímid company de classe, després d'arreglar les cordes trencades de la seva Gibson ES-330. En Ritsuka s'adona ràpidament que en Mafuyu és un cantant amb un talent excepcional, i el convida a unir-se a la banda.
En Ritsuka s'assabenta que la guitarra d'en Mafuyu era propietat d'en Yuki, l'amic d'infància i xicot d'en Mafuyu que es va suïcidar. La banda comença a compondre música abans d'una presentació en directe, però en Mafuyu no pot escriure la lletra de la cançó. El dia de la presentació, en Mafuyu canta una poderosa cançó sobre els seus sentiments de pèrdua per en Yuki. La cançó fa que en Ritsuka s'adoni dels sentiments romàntics per en Mafuyu; li fa un petó darrere de l'escenari, i comencen a sortir poc després.
La banda s'anomena a si mateixa —"Given", en homenatge a la guitarra que en Yuki va donar a en Mafuyu— i comença a tenir seguidors després de publicar un vídeo de la seva actuació en línia. A causa d'això, es qualifica per un gran festival de música amateur, i comencen a preparar nou material. Els seus esforços es compliquen quan l'Akihiko, per qui en Haruki té sentiments romàntics en secret, s'involucra amb el seu company d'habitació i ex-xicot, l'Ugetsu Murata.

## Personatges
Mafuyu Sato (佐藤 真冬, Satō Mafuyu)
Veu: Sōma Saitō (radioteatre), Shōgo Yano (anime)
És un estudiant de secundària de 16 anys i és el vocalista i guitarrista principal de given. Encara que no té experiència i formació professional, en Mafuyu és un cantant naturalment dotat i adquireix ben de pressa habilitats per a la guitarra i la composició de cançons. Reprimeix les seves emocions després del suïcidi del seu antic xicot Yuki, cosa que el fa adoptar una personalitat exteriorment tímida i distant, però es torna ferotgement expressiu quan actua. Fora de la música, té cura d'un cadell de pomerània de nou mesos que es diu Kedama.
Ritsuka Uenoyama (上ノ山 立夏, Uenoyama Ritsuka)
Veu: Makoto Furukawa (radioteatre), Yūma Uchida (anime)
És un estudiant de secundària de 16 anys i el guitarrista principal de given. Com que toca la guitarra des de petit, en Ritsuka hi té molta pràctica i talent. Té un tarannà amable, tot i que sovint pot semblar un pèl aspre i groller i no té experiència en l'amor. Al començament de la sèrie, ha perdut l'entusiasme per tocar la guitarra, però el seu amor per la música torna a mesura que desenvolupa un vincle més estret amb en Mafuyu.
Haruki Nakayama (中山 春樹, Nakayama Haruki)
Veu: Yasuaki Takumi (radioteatre), Masatomo Nakazawa (anime)
És un estudiant de postgrau de 22 anys i el baixista i líder de la banda de given. És simpàtic i sociable, i com que és membre més antic de la banda, sovint ha de fer de mediador.
Akihiko Kaji (梶 秋彦, Kaji Akihiko)
Veu: Satoshi Hino (radioteatre), Takuya Eguchi (anime)
És un estudiant de música universitari de 20 anys i el bateria de given. L'Akihiko s'ha especialitzat en interpretació de violí i és expert en bastants instruments. Com que ha mantingut nombroses relacions tant amb homes com amb dones, té molta experiència en l'amor i sovint en dona consells als altres. Viu amb el seu ex-xicot, l'Ugetsu, amb qui manté una relació intermitent. No obstant això, l'Akihiko s'adona dels seus sentiments per en Haruki, que cada cop són més forts, i posa fi per sempre a la relació amb l'Ugetsu. Així doncs, comença a sortir amb en Haruki i li promet millorar per ell.

## Contingut de l'obra

### Manga
Given es va publicar a la revista bimensual Chéri+ de l'abril de 2013 al 30 de març de 2013. Al Japó, la sèrie es va recopilar en nou volums publicats per Shinshokan.
El 30 de gener de 2024, es va publicar un manga anomenat Given 10th Mix, que feia d'epíleg a la sèrie i va sortir al número de març de 2024 de Chéri+. Té lloc 10 anys després de la finalització de la sèrie principal.
| Núm. | Data de publicació     | ISBN              |
| ---- | ---------------------- | ----------------- |
| 1    | 29 de novembre de 2014 | 978-4-403-66449-6 |
| 2    | 30 de gener de 2016    | 978-4-403-66503-5 |
| 3    | 1 de març de 2017      | 978-4-403-66561-5 |
| 4    | 29 de desembre de 2017 | 978-4-403-66614-8 |
| 5    | 1 d'abril de 2019      | 978-4-403-66674-2 |
| 6    | 3 d'agost de 2020      | 978-4-403-66736-7 |
| 7    | 1 de desembre de 2021  | 978-4-403-66782-4 |
| 8    | 3 d'octubre de 2022    | 978-4-403-66834-0 |
| 9    | 1 de setembre de 2023  | 978-4-403-66880-7 |

### Anime
Durant una conferència de premsa de Fuji TV el 14 de març de 2019 es va anunciar que s'adaptaria l'obra a anime i que el produiria Lerche. La sèrie es va emetre de l'11 de juliol al 19 de setembre de 2019 a Noitamina, el bloc de programació d'anime nocturn de la cadena, cosa que va convertir Given el primer BL que s'hi emeté.
Entre el personal de producció principal de la sèrie s'hi trobava Hikaru Yamaguchi, el director; Yuniko Ayana, la guionista; Mina Osawa, la dissenyadora de personatges i Michiru, el compositor. Les quatre cançons originals de la sèrie, el tema d'obertura Kizuato (キヅアト, lit. 'Cicatriu'), el tema de cloenda Marutsuke (まるつけ, lit. 'Encerclament') i les cançons originals Session i Fuyu no Hanashi (冬の話, lit. 'Una història d'hivern'), estan compostes i interpretades per Centimillimental. A Marutsuke i Fuyu no hanashi s'hi pot sentir de veu addicional de l'actor de veu d'en Mafuyu, Shōgo Yano. L'anime compta amb un repartiment de veu diferent del que hi havia hagut a la sèrie radiofònica de Crown Works.
L'1 de desembre de 2021 un DVD d'animació original (OAD) anomenat Given: Uragawa no Sonzai (ギヴン うらがわの存在, 'Given: l'altre punt de vista') venia amb el setè volum del manga.

#### Llista d'episodis
La majoria dels títols dels episodis de Given són referències a cançons de rock alternatiu britànic, el gènere musical preferit d'en Ritsuka; l'episodi 9 es diu així per la cançó original interpretada a l'episodi.
| Núm. | Títol                                          | Guió                                      | Productor                   | Data d'emissió original |
| --- | ---------------------------------------------- | ----------------------------------------- | --------------------------- | ----------------------- |
| 1 | Boys in the Band                               | Hikaru Yamaguchi                          | Yu Kinome, Hikaru Yamaguchi | 11 de juliol de 2019    |
| En Mafuyu és un noi que no sap expressar gaire bé els seus sentiments. Resulta que té una guitarra però per alguna raó no sap ni quin model és. L'Uenoyama, un noi que va al mateix institut, es veu obligat a ajudar-lo. Què passarà a partir d'aquest moment?                                          |                                                |                                           |                             |                         |
| 2 | Like Someone in Love                           | Yoichi Fujita, Hikaru Yamaguchi           | Yusuke Kamada               | 18 de juliol de 2019    |
| En Mafuyu finalment passa a formar part de la banda, però sembla que l'Uenoyama s'estressa una mica perquè no sap si en Mafuyu entén el que li diu. També en Mafuyu descobrirà que li calen diners a part de la voluntat de ser en una banda.                                                            |                                                |                                           |                             |                         |
| 3 | Somebody Else                                  | Shinichiro Kimura, Hikaru Yamaguchi       | Shinichiro Kimura           | 25 de juliol de 2019    |
| Sembla que en Mafuyu ha rebutjat la proposta de l'Uenoyama de formar part de la seva banda. Pot ser un problema de comunicació? Això no és tot. De sobte, el passat d'en Mafuyu es presenta davant seu.                                                                                                  |                                                |                                           |                             |                         |
| 4 | Fluorescent Adolescent                         | Yu Kinome                                 | Yu Kinome                   | 1 d'agost de 2019       |
| Ara gairebé cada dia a l'hora de dinar l'Uenoyama i en Mafuyu se'n van al raconet de les escales i la companya de classe de l'Ue, la Kasai, comença a sentir-se'n gelosa. A més a més, en Mafuyu per fi passa a formar part de la banda i va amb l'Uenoyama a comprar un aparell per la guitarra.        |                                                |                                           |                             |                         |
| 5 | The Reason                                     | Yoko Kanamori                             | Hiromichi Matano            | 8 d'agost de 2019       |
| Els nois comencen a pensar què faran al concert que els han proposat d'anar i després d'un dia animat en Kaji acaba a cal Haruki. També descobrirem el passat entre els dos. Finalment l'Uenoyama rep una revelació que el trasbalsarà.                                                                  |                                                |                                           |                             |                         |
| 6 | Creep                                          | Hitomi Jiang                              | Yusuke Kamada               | 15 d'agost de 2019      |
| En Hiiragi per fi té una conversa amb en Mafuyu. Mentrestant, l'Uenoyama no para de pensar en el que li ha dit la Kasa, però es recompon quan l'Akihiko diu que li agrada la seva cançó i que estaria bé que en Mafuyu cantés i en fes la lletra.                                                        |                                                |                                           |                             |                         |
| 7 | Tumbling Dice                                  | Iku Suzuki                                | Yuki Nishihata              | 22 d'agost de 2019      |
| En aquest episodi l'Uenoyama afrontarà els seus sentiments i rebrà consell de l'Akihiko. Al mateix temps sembla que la cosa no avança: la lletra no està feta i en Mafuyu no millora. |                                                |                                           |                             |                         |
| 8 | Time Is Running Out                            | Shinichiro Kimura                         | Shinichiro Kimura           | 29 d'agost de 2019      |
| En Hiiragi cerca en Mafuyu per confrontar-s'hi finalment i parlar de tot el que s'havien guardat fins ara. Per fi descobrirem el seu passat. D'altra banda, arriba el dia tan esperat: el concert. |                                                |                                           |                             |                         |
| 9 | Una història d'hivern Fuyu no Hanashi (冬の話) | Yu Kinome, Hitomi Jiang, Hikaru Yamaguchi | Yu Kinome, Hikaru Yamaguchi | 5 de setembre de 2019   |
| A causa de l'accident del darrer episodi, en Mafuyu i la banda es veuen obligats a endarrerir l'actuació. L'Uenoyama farà tot el possible perquè la cosa vagi com estava previst, però... en Mafuyu s'anima a cantar!?                                                                                   |                                                |                                           |                             |                         |
| 10 | Wonderwall                                     | Noriko Hashimoto                          | Noriko Hashimoto, Yu Kinome | 12 de setembre de 2019  |
| Després del que va passar al capítol anterior l'Uenoyama no sap com mirar en Mafuyu a la cara, però ben aviat tindrà una oportunitat perquè en Mafuyu ha agafat febre i haurà d'anar-lo a veure. Després el grup decidirà quin ha de ser el nom de la banda perquè fins ara en tenien un de provisional. |                                                |                                           |                             |                         |
| 11 | Song2                                          | Yoshinori Hirai, Yu Kinome                | Yusuke Kamada               | 19 de setembre de 2019  |
| Pel que sembla l'amor d'en Mafuyu i l'Uenoyama és correspost. Tots dos volen que els altres membres del grup els acceptin, però l'Uenoyama no havia pensat abans que havia fet una norma de "parelles no". A més a més, els espera una sessió de fotos.                                                  |                                                |                                           |                             |                         |

#### Publicació en físic
Aniplex va publicar l'anime de Given en quatre volums, en format DVD i Blu-ray.
| Volum   | Volum   | Episodis               | Data de sortida a la venda | Ref.   |
| ------- | ------- | ---------------------- | -------------------------- | ------ |
|         | Volum 1 | 1–2                    | 25 de setembre de 2019     | [ 33 ] |
| Volum 2 | 3-5     | 30 d'octubre de 2019   | [ 33 ]                     |        |
| Volum 3 | 6-8     | 27 de novembre de 2019 | [ 33 ]                     |        |
| Volum 4 | 9-11    | 25 de desembre 2019    | [ 33 ]                     |        |

### Pel·lícules
El 19 de setembre de 2019 es va anunciar una seqüela cinematogràfica de l'anime: Given, la pel·lícula (映画 ギヴン). Es tracta d'una pel·lícula que fa de continuació directa de l'anime i adapta el segon arc del manga, que se centra en la relació d'en Haruki i l'Akihiko. La producció de la pel·lícula en comptes de Noitamina va anar a càrrec de Blue Lynx, el segell d'anime yaoi de Fuji TV creat el 2019. El personal de producció i el repartiment de veu de l'anime van tornar a la pel·lícula, incloent-hi Hikaru Yamaguchi, el director i Yuniko Ayana, la guionista. La pel·lícula s'havia d'estrenar originalment el 16 de maig de 2020, però es va retardar fins al 22 d'agost de 2020, a causa de la pandèmia de la COVID-19. En algunes projeccions seleccionades de la pel·lícula del 22 al 28 d'agost s'hi va poder presenciar una entrevista amb el repartiment principal de la pel·lícula i gravacions de l'actor de veu d'en Mafuyu, Shōgo Yano, en què interpretava Marutsuke.
Una segona pel·lícula d'anime, Given: Hiiragi mix (映画 ギヴン 柊mix), es va anunciar el 22 de març de 2023 i es va estrenar el 27 de gener de 2024 al Japó.
Una tercera pel·lícula d'anime, Given: Umi e (映画 ギヴン 海へ) es va estrenar el 20 de setembre de 2024 al Japó.

### Obra de teatre
El 3 d'abril de 2020 es va anunciar una adaptació teatral de Given, la qual aniria a càrrec de Fumiya Matsuzaki com a director i Yuniko Ayana com a guionista (que ja havia participat en l'anime). Inicialment, s'havia de representar als teatres de Tòquio, Kyoto i Osaka del 15 d'agost al 6 de setembre de 2020, però es va cancel·lar inicialment a conseqüència de la pandèmia de COVID-19. Finalment, es va poder estrenar el novembre de 2021.

### Sèrie d'imatge real
El 26 de maig de 2021 es va anunciar una adaptació a sèrie d'imatge real de sis episodis de Given, la qual es va estrenar al servei de streaming FOD de Fuji TV el 17 de juliol de 2021. La sèrie és dirigida per Kōichirō Miki i és protagonitzada per Jin Suzuki (Ritsuka Uenoyama) Sanari (Mafuyu Satō), Kai Inowaki (Akihiko Kaji) i Shuntarō Yanagi (Haruki Nakayama).

## Discografia

### Àlbums radioteatrals
El número de febrer de 2016 de Chéri+ contenia un CD amb una sèrie radiofònica que adaptava escenes del primer volum de Given. El mateix mes, Crown Works va començar a publicar una sèrie de CD que adaptaven cada volum del manga.
| Nom                   | Any  | Detalls de l'àlbum                                                   | Posició més alta al rànquing | Vendes |
| Nom                   | Any  | Detalls de l'àlbum                                                   | Oricon JAP                   | Vendes |
| --------------------- | ---- | -------------------------------------------------------------------- | ---------------------------- | ------ |
| Given                 | 2016 | - Estrena: 25 de febrer de 2016 - Segell: Crown Works - Format: CD   | 64                           | —      |
| Given 2               | 2017 | - Estrena: 25 de gener de 2017 - Segell: Crown Works - Format: CD    | 53                           | —      |
| Given 3               | 2018 | - Estrena: 26 de gener de 2018 - Segell: Crown Works - Format: CD    | 100                          | —      |
| Given 4               | 2018 | - Estrena: 22 de novembre de 2018 - Segell: Crown Works - Format: CD | 185                          | —      |
| Given: Simple Edition | 2019 | - Estrena: 17 de maig de 2019 - Segell: Crown Works - Format: CD     | —                            | —      |
| Given 5               | 2020 | - Estrena: 25 de febrer de 2020 - Segell: Crown Works - Formats: CD  | 46                           | —      |

### Extended Plays (discs de llarga durada)
El 26 d'agost de 2020, Sony Music Japan va publicar una disc de llarga durada de vuit cançons titulada Gift (escrit en minúscula). L'àlbum, acreditat a Given i comercialitzat com a àlbum per la banda, recull les cançons originals de l'anime i la 1a pel·lícula. La portada de l'àlbum conté una il·lustració original de Natsuki Kizu.
| Nom  | Any  | Detalls                                                                                      | Posició més alta al rànquing | Posició més alta al rànquing | Vendes               |
| Nom  | Any  | Detalls                                                                                      | Oricon JAP                   | Hot JAP                      | Vendes               |
| ---- | ---- | -------------------------------------------------------------------------------------------- | ---------------------------- | ---------------------------- | -------------------- |
| Gift | 2020 | - Estrena: 26 d'agost de 2020 - Segell: Epic Records Japan - Formats: CD, descàrrega digital | 12                           | 11                           | - JAP: 6.577 (físic) |

### Singles (Senzills)
| Nom                                        | Any              | Posició més alta al rànquing | Posició més alta al rànquing | Posició més alta al rànquing | Vendes           | Àlbum              |
| Nom                                        | Any              | Oricon JAP                   | Hot JAP                      | Ani. JAP                     | Vendes           | Àlbum              |
| Centimillimental                           | Centimillimental | Centimillimental             | Centimillimental             | Centimillimental             | Centimillimental | Centimillimental   |
| ------------------------------------------ | ---------------- | ---------------------------- | ---------------------------- | ---------------------------- | ---------------- | ------------------ |
| Kizuato (キヅアト)                         | 2019             | 22                           | —                            | —                            | —                | Single sense àlbum |
| Bokura Dake no Shudaika (僕らだけの主題歌) | 2020             | 28                           | —                            | —                            | - JAP: 2.710     | Single sense àlbum |
| Given                                      |                  |                              |                              |                              |                  |                    |
| Marutsuke (まるつけ)                       | 2019             | 19                           | 95                           | 13                           | - JPN: 4-418     | Gift               |
| Fuyu no Hanashi (冬のはなし)               | 2019             | 19                           | —                            | —                            | - JPN: 4-418     | Gift               |

## Rebuda

### Manga
El segon volum de Given va arribar al número 39 a les llistes Oricon, amb 17.484 còpies venudes la segona setmana i un total de 30.308 còpies el febrer de 2016. El tercer volum va arribar al número 37 a Oricon i va vendre 24.345 còpies la primera setmana. La sèrie va ocupar el 7è lloc a la categoria BL al servei de llibres digitals BookLive! el primer semestre de 2019.

### Anime
L'adaptació anime de Given va ser rebuda positivament per la crítica. En una crítica dels dos primers episodis a Anime News Network, Steve Jones va qualificar la sèrie de ser '"una de les ofertes amb més ressonància emocional de la temporada", i en va elogiar la banda sonora i la direcció de Yamaguchi. Jones al començament va assenyalar que el guió de la sèrie "tenia una qualitat mediocre", però va assenyalar que millorava en episodis posteriors. Jones va elogiar específicament la relació entre en Mafuyu i en Ritsuka, i la va anomenar "un de les relacions amoroses de l'anime més convincents de l'any".
En una ressenya de Crunchyroll, Adam Wescott va dir que Given era "la millor sèrie que t'estàs perdent", i en va elogiar específicament el disseny sonor i la il·luminació.

### Given: la pel·lícula
El cap de setmana d'estrena, l'adaptació cinematogràfica de Given va ocupar el primer lloc en el seguiment de Kogyotsushinsha de vendes d'entrades de cinemes independents i va romandre en el primer lloc durant cinc setmanes consecutives. A la taquilla general, la pel·lícula va ocupar el 9è lloc el cap de setmana d'estrena tot i que només s'havia estrenat en 30 sales, aproximadament una desena part del nombre de sales dels seus competidors més propers. El 14 de setembre de 2020, la pel·lícula havia venut 100.000 entrades.